# Rogério Sampaio
Rogério Sampaio Cardoso (* 12. září 1967 Santos, Brazílie) je bývalý brazilský zápasník–judista, olympijský vítěz z roku 1992.

## Sportovní kariéra
S judem začínal společně se svým starším bratrem Ricardem v rodném Santosu pod vedením Paula Duerteho. Většinu své sportovní kariéry byl ve stínu svého bratra Ricarda, kterému pomáhal bojovat o post reprezentační jedničky v pololehké váze jako sparringpartner. V roce 1989 se s bratrem rozhodli podporovat Aurélia Miguela ve sporu s vedením Brazilského judistického svazu (CBJ) ohledně financování. Neúčast na turnajích, nulová podpora od CBJ a osobní problémy vyústily v dubnu 1991 v sebevraždu jeho bratra. Smrt Ricarda ho přiměla vrátit se k dvoufázovému tréninku a v roce 1992 uspěl při brazilské olympijské nominaci, když ve finále porazil Sérgia Pessou. V srpnu startoval na olympijských hrách v Braceloně v bratrově pololehké váze do 65 kg jako mezinárodně neznámý judista. Motivovaný uctít památku bratra předváděl od prvního kola výborný výkon. Kouzlem jeho úspěchu byla technika o-soto-gari v kombinaci s ko-soto-gake prováděna na levou stranu. V semifinále vybodoval na juko největšího favorita Němce Udo Quellmalze a ve finále porazil na wazari Maďara Józsefa Csáka. Získal zlatou olympijskou medaili. Po olympijských hrách vydržel na mezinárodní scéně další rok. Následně ukončil sportovní kariéru. Věnuje se podnikatelské a trenérské činnosti.

## Výsledky
| Olympijské hry          |    |   | — |   |   |   | 1. |    |  |  |  |  |  |  |  |  |  |
| Mistrovství světa       |    | — |   | — |   | — |    | 3. |  |  |  |  |  |  |  |  |  |
| Panamerické hry         |    | — |   |   |   | — |    |    |  |  |  |  |  |  |  |  |  |
| Panamerické mistrovství | —  |   | — |   | — |   | —  |    |  |  |  |  |  |  |  |  |  |
| MS juniorů              | 5. |   |   |   |   |   |    |    |  |  |  |  |  |  |  |  |  |